# Digital Theft Deterrence and Copyright Damages Improvement Act of 1999
Der Digital Theft Deterrence and Copyright Damages Improvement Act of 1999 ist ein US-amerikanisches Gesetz, das durch das Repräsentantenhaus der Vereinigten Staaten am 6. Januar 1999 verabschiedet wurde. Es erhöht die Strafe bei Verstößen gegen das Urheberrecht, insbesondere beim Filesharing. Es erlaubt derzeit unter anderem eine Geldstrafe von bis zu 750 US-Dollar pro Musikstück.